# Paraguays damlandslag i volleyboll
Paraguays damlandslag i volleyboll representerar Paraguay i volleyboll på damsidan. Laget har deltagit i VM en gång (1982). Det har inte vunnit något internationellt mästerskap. Som bäst har det kommit tvåa i sydamerikanska mästerskapet (vilket det gjorde 1964) och tvåa vid sydamerikanska spelen (vilket det gjorde 1978).

### Fotnoter
1. 1 2 3 4 5 6 7 8 9 10 11 12 13 14 15 16 17 18 19 20  ”Ranking de todas las Competencias de Voleibol de Playa de la CSV” (på spanska). Confederación Sudamericana de Voleibol. http://www.voleysur.org/v2/resultados/rankingpiso.asp?c=MayoresFemenino. Läst 23 februari 2023.
2. ↑  ”Equipos - Femenino - Vóleibol  -  XII Juegos Suramericanos Asunción 2022” (på spanska). ODESUR. https://www.asu2022.org.py/torneo/esquema/1/torneo/1197. Läst 10 maj 2023.
3. ↑  Senaste tillfället då någon kontrollerade att de inmatade tabelluppgifterna stämmer. Uppgifter kan ha matats in senare utan att kontrolleras av någon annan